# Vicente González-Villamil
Vicente González-Villamil Pérez (Oviedo, Asturias, España, 25 de marzo de 1947) es un exfutbolista y extrenador español que se desempeñaba como defensa.
El Real Oviedo ha sido su único equipo como jugador, en primera y segunda división. Excepción hecha del año que estuvo cedido al Unión Popular de Langreo cuando este equipo militaba en la segunda división del fútbol español. 
Ha sido además entrenador del filial, lo ascendió a segunda B, del primer equipo y secretario técnico en tiempos de José Manuel Bango como presidente del Club.En esa época se gestionaron los fichajes que fueron la base del equipo que ascendió a primera división, que posteriormente jugó la UEFA, y mantuvo un ciclo exitoso en la primera división del fútbol español. Gorriaran, Zubeldia, Elcacho, Tomas, Bango, Berto, Hicks, Sañudo, Pirri o Armando, entre otros. 
Fue asimismo entrenador entre otros equipos Del Real Aviles, a quien ascendió y lo mantuvo a Segunda A. 
Actualmente es presidente de la asociación de veteranos del Real Oviedo.

## Clubes
| Club          | País   | Año       |
| ------------- | ------ | --------- |
| U. P. Langreo | España | 1970-1971 |
| Real Oviedo   | España | 1971-1981 |